# قهر يزيد
لولو الحبيشي الاسعدي العتيبي شاعرة معروفة بقهر يزيد أو نبض المطر من مواليد مدينة الخرج

## من هي
شاعرة وكاتبة وناقدة سعودية، تميزت بكتاباتها القوية والمميزة باللغة الفصحى والعامية، كتبت القصائد الفصيحة والعامية ولها مجموعة قصصية وعدة قراءات ودراسات أدبية، 
تميزت بأشعارها التي تجمع بين القوة والرقة وتنوع أغراضها الشعرية وغزارتها
وتعمل مستشار إعلامي في إدارة العلاقات العامة والإعلام بوزارة التعليم . تحمل شهادة الماجستير مع مرتبة الشرف الأولى في تخصص الإعلام الرقمي .

## مؤلفاتها
- مجموعة قصصية بعنوان الأولى .
- ديوان نبض المطر أطلقت هذا الديوان في عام 1429هـ بـاسم (نبض المطر)ويقع الديوان في 142 صفحة تضم 45 قصيدة افتتحت بـ : دروس الحضارة واختتمت بـ : يا مستجيب للداعي

وضم الديوان الكثير من الروائع ذات الأصداء الواسعة مثل :لا نور لا عصفور، ما تطولون نايف، خمرة النور، آخر العتبان، سو كنك ما دريت وازعل والكثير.

## العمل الصحفي
- تعتبر لولو الحبيشي أول امرأة بالسعودية تشرف على ملف الشعر في مجلة سعودية وكان هذا في مجلة مقناص وكان اسم الملف هدد .
- كتبت لولو الحبيشي في عدة صحف ومجلات مثل في جريدة الوطن السعودية وصحيفة الجزيرة و المسائية و اليمامة و صحيفة المسلمون و رسالة الجامعة والآن تكتب في جريدة المدينة (سعودية) في زاوية نخلة وسيفين .
- هي من كشف و أعلن عن اسم الشاعرة عابرة سبيل في لقاءأجرته مع والدتها و نشرته في ملف هدد في مجلة مقناص والتي كان يرأس تحريرها الاعلامي والشاعر عبد الرحمن المهلكي

## ألقابها
حاصلة على عدة ألقاب منهاشاعرة الوطن  - لكونها أكثر شاعرة تغنت بالوطن - وشاعرة قبيلة عتيبة وشاعرة الهيلا لقصائدها القوية في قبيلة عتيبة، لقبها الشاعر الكبير عناد النفيعي بأسطورة الشعر النسائي الأولى، كما يلقبها محبوها بـ شاعرة الخليج ,واطلق عليها الشاعر والناقد الكبير محمد صلاح الحربي لقب مترجمة لغة المطر.

## من قصائدها
- ثياب العيد

تجربني ثياب العيد، تحاولني، تناظرني 
مراياها من الإحباط، مذهولة ومرتابة
وتنشر لونها الزاهي، تحاصرني، تذكرني 
هوى اللي تذبل ألواني إلى عذبّني غيابه
يروح العيد خلفه عيد، أنا عيدي يعاندني 
وكيف يعيّد الموجوع والمفجوع باحبابه ؟!
- احب.. ك

وأحبك
والسماء متلحفة بشت الغيوم وناوية سهرة
واحبك
لا تحايل نور بعض الشمس ووسوس للسحب فكرة
وأحبك
والمطر يعشق جنون الأرض بغيابه يعذبها
يلوعها 
ينشف ريقها المشتاق 
يبطي ما يشربها
وإذا جفت أغانيها
وإذا يبست أمانيها
يجي ندمان 
متلهف 
يبوس أطراف رجليها
ويتعذر 
ويقبل قلبها عذره
واحبك
كثر ماباس شوق الغيم قلب الأرض أو ضمه
واحبك 
كثر دمع السما لا من بكى
مدري حكى
مدري شكى 
للأرض من همه
- وندوز

تسجيل الدخول: 
إيقاع النبض يراقصني.. رقص في الجمر المتناثر.. 
نبض مستعر يحرقني.. وجليد في الركن الآخر !
كلمة المرور : 
أحبك.. أو يمكن العبور إلى قلبك ؟!
ملف : 
قلبي محكمة من فوضى.. القاضي فيها متهم.. 
كل الأحكام معلقة.. وقضايا الرشوة تزدحم !
تحرير : 
وتغادرني.. ترحل.. تمضي.. في اليوم مئات المرات 
من وعيي إلى اللاوعي إلى عيني لنبض النبضات
وكما أطلقت جوال نبض المطر للاشعار والافكار والاذكار برقم 83885
لزيارة موقعها الإلكتروني 